# Nicole Perrot
Nicole Perrot Westphal (Viña del Mar, 26 de diciembre de 1983) es una golfista chilena oriunda de Viña del Mar. Ganó importantes torneos internacionales y consiguió entrar en primera división mundial del golf.
Perrot ganó el United States Girls' Junior Golf Championship 2001 y fue finalista del U.S. Women's Amateur Championship (torneo match play) ese mismo año. Eso le valió ser elegida la «Mejor de los Mejores» por el Círculo de Periodistas Deportivos de Chile dicho año.
Se volvió profesional al año siguiente. Comenzó su carrera profesional en el segundo escalón del Futures Tour del LPGA. En 2004 ganó dos eventos en ese tour y calificó para jugar en el principal Tour de la LPGA en el 2005, terminando tercera. Ganó su primer evento del LPGA Tour en el Longs Drugs Challenge 2005. Es reconocida por los especialistas como la «mejor golfista chilena mujer en la historia».

## Victorias en la LPGA
- 2005 Longs Drugs Challenge

## Resultados en las mayores de la LPGA
| Torneo                        | 2002 | 2003 | 2004 | 2005 | 2006 | 2007 | 2008 |
| ----------------------------- | ---- | ---- | ---- | ---- | ---- | ---- | ---- |
| Campeonato Kraft Nabisco      | CUT  | DNP  | DNP  | CUT  | 65   | T60  | WD   |
| Campeonato de la LPGA         | DNP  | DNP  | DNP  | T54  | T39  | DNP  | CUT  |
| Abierto de los Estados Unidos | CUT  | DNP  | CUT  | T23  | CUT  | DNP  | DNP  |
| Abierto Británico             | DNP  | DNP  | DNP  | T22  | CUT  | DNP  | DNP  |

DNP = no jugó
CUT = eliminada en el corte
"T" = empate
Fondo verde para triunfos. Fondo amarillo por el top-10

## Vida privada
Como golfista tuvo su época dorada durante los primeros años de la década de los 2000. No obstante, sus resultados comenzaron a declinar y se retiró del golf profesional en 2008.
Durante 2021, la exgolfista dio a conocer su nueva faceta como madre tras el nacimiento de su pequeño hijo Luka, junto a su pareja Yasna Kusanovic. Hasta la fecha, se dedica a la venta de automóviles, donde es jefa de una sucursal automotriz.